# Кухруд
Кухруд (на персийски: کوههای کوهرود, букв. планинска река) е планински хребет простиращ се от северозапад на югоизток на протежение около 900 km в Иран, съставна част на иранската планинска земя и по-конкретно на Средноиранските планини. Преобладаващите височини са 2000-3000 m, максимална изгасналия вулкан Хезар 4420 m. На северозапад чрез хребета Шахголек (2354 m) се свързва с Арменската планинска земя, а на югоизток чрез хребета Шахсеваран с южните части на Източноиранските планини – платото Серхед. На югозапад система от няколко големи котловини го отделят от планината Загрос, на североизток склоновете му постепенно потъват в пустенята Деще Кевир, а на изток Керманската котловина го отделя от хребета Кухбенан (също съставна част на Средноиранските планини. Изграден е основно от седиментни и вулканични скали. В ниските предпланински райони годишната сума на валежите е около 100 mm, а във високите части – до 300 mm. По склоновете му господстват планинските пустини и полупустини, а в горния планински пояс – планинските степи. В дълбоките речни долини и дефилета на места се срещат малки горички от гръцки орех. Основен поминък на местното население е пастбищното животновъдство, а в по-влажните райони има оазиси, в които се развива екстензивно земеделие.